# Најбољи ФИФА фудбалер
Најбољи ФИФА фудбалер награда је која се, од 2016, додјељује сваке године, од стране свјетске фудбалске уније — ФИФА, за најбољег фудбалера године. Награда је успостављена са циљем да се поново покрене награда ФИФА фудбалер године, која је угашена 2010, након што је спојена са наградом коју додјељује Франс фудбал — Златном лоптом, у ФИФА Златну лопту.
Први добитник награде је Кристијано Роналдо, који је и рекордер заједно са Робертом Левандовским и Лионелом Месијем са двије освојене награде.

## Историја
Године 2010. награда коју је додјељивала ФИФА — ФИФА фудбалер године и награда коју је додјељивао часопис Франс фудбал — Златна лопта, спојене су у једну награду, коју су назвали ФИФА Златна лопта. Уговор је потписан на шест година, а ФИФА је платила 13 милиона фунти за спајање награда. Лионел Меси је добио награду четири пута, док је Кристијано Роналдо проглашен за најбољег фудбалера два пута. Године 2016, партнерство је завршено, након чега је Франс фудбал наставио са додјељивањем Златне лопте, гдје гласају само новинари, док је ФИФА покренула нову награду — Најбољи ФИФА фудбалер, као насљедника награде ФИФА фудбалер године, која се додјељивала у периоду од 1991. до 2009. године.
Према наводима, ФИФА је одлучила да не настави сарадњу са Франс фудбалом, због побољшања односа са Фудбалским савезом Енглеске. Годишња церемонија додјеле Златне лопте одржава се у Цириху, док је Ђани Инфантино хтио да церемонију пресели у Лондон.

### Критеријум и гласање
Критеријуми за фудбалера године су спортске перформансе, као и понашање на терену и ван њега.
У гласању учествују новинари, селектори фудбалских репрезентација и капитени репрезентација. У октобру 2016. године, објављено је да ће и публика моћи да гласа, док свака група гласача носи 25% укупног збира.

## Побједници
| 2016. | 1. | Кристијано Роналдо | Реал Мадрид      | 34.54% |  |  |  |  |  |  |
| 2016. | 2. | Лионел Меси        | Барселона        | 26.42% |  |  |  |  |  |  |
| 2016. | 3. | Антоан Гризман     | Атлетико Мадрид  | 7.53%  |  |  |  |  |  |  |
|       |    |                    |                  |        |  |  |  |  |  |  |
| 2017. | 1. | Кристијано Роналдо | Реал Мадрид      | 43.16% |  |  |  |  |  |  |
| 2017. | 2. | Лионел Меси        | Барселона        | 19.25% |  |  |  |  |  |  |
| 2017. | 3. | Нејмар             | Париз Сен Жермен | 6.97%  |  |  |  |  |  |  |
|       |    |                    |                  |        |  |  |  |  |  |  |
| 2018. | 1. | Лука Модрић        | Реал Мадрид      | 29.05% |  |  |  |  |  |  |
| 2018. | 2. | Кристијано Роналдо | Јувентус         | 19.08% |  |  |  |  |  |  |
| 2018. | 3. | Мохамед Салах      | Ливерпул         | 11.23% |  |  |  |  |  |  |
|       |    |                    |                  |        |  |  |  |  |  |  |
| 2019. | 1. | Лионел Меси        | Барселона        | 46     |  |  |  |  |  |  |
| 2019. | 2. | Вирџил ван Дајк    | Ливерпул         | 38     |  |  |  |  |  |  |
| 2019. | 3. | Кристијано Роналдо | Јувентус         | 36     |  |  |  |  |  |  |
|       |    |                    |                  |        |  |  |  |  |  |  |
| 2020. | 1. | Роберт Левандовски | Бајерн Минхен    | 52     |  |  |  |  |  |  |
| 2020. | 2. | Кристијано Роналдо | Јувентус         | 38     |  |  |  |  |  |  |
| 2020. | 3. | Лионел Меси        | Барселона        | 35     |  |  |  |  |  |  |
| 2021. | 1. | Роберт Левандовски | Бајерн Минхен    | 48     |  |  |  |  |  |  |
| 2021. | 2. | Лионел Меси        | Париз Сен Жермен | 44     |  |  |  |  |  |  |
| 2021. | 3. | Мохамед Салах      | Ливерпул         | 39     |  |  |  |  |  |  |
|       |    |                    |                  |        |  |  |  |  |  |  |
| 2022. | 1. | Лионел Меси        | Париз Сен Жермен | 52     |  |  |  |  |  |  |
| 2022. | 2. | Килијан Мбапе      | Париз Сен Жермен | 44     |  |  |  |  |  |  |
| 2022. | 3. | Карим Бензема      | Реал Мадрид      | 34     |  |  |  |  |  |  |

### Побједе фудбалера
| Играч              | Побједе        | Друго мјесто         | Треће мјесто |
| ------------------ | -------------- | -------------------- | ------------ |
| Лионел Меси        | 2 (2019, 2022) | 3 (2016, 2017, 2021) | 1 (2020)     |
| Кристијано Роналдо | 2 (2016, 2017) | 2 (2018, 2020)       | 1 (2019)     |
| Роберт Левандовски | 2 (2020, 2021) | —                    | —            |
| Лука Модрић        | 1 (2018)       | —                    | —            |

### Побједе по државама
| Држава      | Играчи | Укупно |
| ----------- | ------ | ------ |
| Португалија | 1      | 2      |
| Аргентина   | 1      |        |
| Пољска      | 1      |        |
| Хрватска    | 1      | 1      |

### Побједе по клубовима
| Клуб             | Укупно побједа | Играчи |
| ---------------- | -------------- | ------ |
| Реал Мадрид      | 3              | 2      |
| Бајерн Минхен    | 2              | 1      |
| Барселона        | 1              | 1      |
| Париз Сен Жермен | 1              | 1      |